# (33354) 1998 YZ16
1998 YZ16 (asteroide 33354) é um asteroide da cintura principal. Possui uma excentricidade de 0.13027290 e uma inclinação de 1.88787º.
Este asteroide foi descoberto no dia 22 de dezembro de 1998 por Spacewatch em Kitt Peak.